# Laon (quận)
Quận Laon là một quận của Pháp,
located in the Aisne, ở vùng Hauts-de-France. Quận này có 13 tổng và 278 xã. 

## Các đơn vị hành chính

### Các tổng
Các tổng của quận Laon là: 
1. Anizy-le-Château
2. Chauny
3. Coucy-le-Château-Auffrique
4. Craonne
5. Crécy-sur-Serre
6. La Fère
7. Laon-Nord
8. Laon-Sud
9. Marle
10. Neufchâtel-sur-Aisne
11. Rozoy-sur-Serre
12. Sissonne
13. Tergnier

### Các xã
Các xã của quận Laon, và mã INSEE là: 
| 1. Abbécourt (02001)                         | 2. Achery (02002)                       | 3. Agnicourt-et-Séchelles (02004)         |
| 4. Aguilcourt (02005)                        | 5. Aizelles (02007)                     | 6. Amifontaine (02013)                    |
| 7. Amigny-Rouy (02014)                       | 8. Andelain (02016)                     | 9. Anguilcourt-le-Sart (02017)            |
| 10. Anizy-le-Château (02018)                 | 11. Archon (02021)                      | 12. Arrancy (02024)                       |
| 13. Assis-sur-Serre (02027)                  | 14. Athies-sous-Laon (02028)            | 15. Aubigny-en-Laonnois (02033)           |
| 16. Audignicourt (02034)                     | 17. Aulnois-sous-Laon (02037)           | 18. Les Autels (02038)                    |
| 19. Autremencourt (02039)                    | 20. Autreville (02041)                  | 21. Béthancourt-en-Vaux (02081)           |
| 22. Barenton-Bugny (02046)                   | 23. Barenton-Cel (02047)                | 24. Barenton-sur-Serre (02048)            |
| 25. Barisis (02049)                          | 26. Bassoles-Aulers (02052)             | 27. Beaumont-en-Beine (02056)             |
| 28. Beaurieux (02058)                        | 29. Beautor (02059)                     | 30. Berlise (02069)                       |
| 31. Berrieux (02072)                         | 32. Berry-au-Bac (02073)                | 33. Bertaucourt-Epourdon (02074)          |
| 34. Bertricourt (02076)                      | 35. Besmé (02078)                       | 36. Besny-et-Loizy (02080)                |
| 37. Bièvres (02088)                          | 38. Bichancourt (02086)                 | 39. Blérancourt (02093)                   |
| 40. Bois-lès-Pargny (02096)                  | 41. Boncourt (02097)                    | 42. Bosmont-sur-Serre (02101)             |
| 43. Bouconville-Vauclair (02102)             | 44. Bouffignereux (02104)               | 45. Bourg-et-Comin (02106)                |
| 46. Bourguignon-sous-Coucy (02107)           | 47. Bourguignon-sous-Montbavin (02108)  | 48. Brancourt-en-Laonnois (02111)         |
| 49. Braye-en-Laonnois (02115)                | 50. Brie (02122)                        | 51. Brunehamel (02126)                    |
| 52. Bruyères-et-Montbérault (02128)          | 53. Bucy-lès-Cerny (02132)              | 54. Bucy-lès-Pierrepont (02133)           |
| 55. Caillouël-Crépigny (02139)               | 56. Camelin (02140)                     | 57. Caumont (02145)                       |
| 58. Cerny-en-Laonnois (02150)                | 59. Cerny-lès-Bucy (02151)              | 60. Cessières (02153)                     |
| 61. Châtillon-lès-Sons (02169)               | 62. Chérêt (02177)                      | 63. Chéry-lès-Pouilly (02180)             |
| 64. Chéry-lès-Rozoy (02181)                  | 65. Chaillevois (02155)                 | 66. Chalandry (02156)                     |
| 67. Chambry (02157)                          | 68. Chamouille (02158)                  | 69. Champs (02159)                        |
| 70. Chaourse (02160)                         | 71. Charmes (02165)                     | 72. Chaudardes (02171)                    |
| 73. Chauny (02173)                           | 74. Chermizy-Ailles (02178)             | 75. Chevregny (02183)                     |
| 76. Chivres-en-Laonnois (02189)              | 77. Chivy-lès-Étouvelles (02191)        | 78. Cilly (02194)                         |
| 79. Clacy-et-Thierret (02196)                | 80. Clermont-les-Fermes (02200)         | 81. Colligis-Crandelain (02205)           |
| 82. Commenchon (02207)                       | 83. Concevreux (02208)                  | 84. Condé-sur-Suippe (02211)              |
| 85. Condren (02212)                          | 86. Corbeny (02215)                     | 87. Coucy-lès-Eppes (02218)               |
| 88. Coucy-la-Ville (02219)                   | 89. Coucy-le-Château-Auffrique (02217)  | 90. Courbes (02222)                       |
| 91. Courtrizy-et-Fussigny (02229)            | 92. Couvron-et-Aumencourt (02231)       | 93. Crécy-au-Mont (02236)                 |
| 94. Crécy-sur-Serre (02237)                  | 95. Crépy (02238)                       | 96. Craonne (02234)                       |
| 97. Craonnelle (02235)                       | 98. Cuirieux (02248)                    | 99. Cuiry-lès-Chaudardes (02250)          |
| 100. Cuiry-lès-Iviers (02251)                | 101. Cuissy-et-Geny (02252)             | 102. Dagny-Lambercy (02256)               |
| 103. Danizy (02260)                          | 104. Dercy (02261)                      | 105. Deuillet (02262)                     |
| 106. Dizy-le-Gros (02264)                    | 107. Dohis (02265)                      | 108. Dolignon (02266)                     |
| 109. Ébouleau (02274)                        | 110. Eppes (02282)                      | 111. Erlon (02283)                        |
| 112. Étouvelles (02294)                      | 113. Évergnicourt (02299)               | 114. Faucoucourt (02301)                  |
| 115. La Fère (02304)                         | 116. Festieux (02309)                   | 117. Folembray (02318)                    |
| 118. Fourdrain (02329)                       | 119. Fresnes (02333)                    | 120. Fressancourt (02335)                 |
| 121. Frières-Faillouël (02336)               | 122. Froidmont-Cohartille (02338)       | 123. Gernicourt (02344)                   |
| 124. Gizy (02346)                            | 125. Goudelancourt-lès-Berrieux (02349) | 126. Goudelancourt-lès-Pierrepont (02350) |
| 127. Grandlup-et-Fay (02353)                 | 128. Grandrieux (02354)                 | 129. Guignicourt (02360)                  |
| 130. Guivry (02362)                          | 131. Guny (02363)                       | 132. Guyencourt (02364)                   |
| 133. Jumencourt (02395)                      | 134. Jumigny (02396)                    | 135. Juvincourt-et-Damary (02399)         |
| 136. Landricourt (02406)                     | 137. Laniscourt (02407)                 | 138. Laon (02408)                         |
| 139. Lappion (02409)                         | 140. Laval-en-Laonnois (02413)          | 141. Leuilly-sous-Coucy (02423)           |
| 142. Lierval (02429)                         | 143. Liesse-Notre-Dame (02430)          | 144. Liez (02431)                         |
| 145. Lislet (02433)                          | 146. Lizy (02434)                       | 147. Lor (02440)                          |
| 148. Mâchecourt (02448)                      | 149. Maizy (02453)                      | 150. La Malmaison (02454)                 |
| 151. Manicamp (02456)                        | 152. Marchais (02457)                   | 153. Marcy-sous-Marle (02460)             |
| 154. Marest-Dampcourt (02461)                | 155. Marle (02468)                      | 156. Martigny-Courpierre (02471)          |
| 157. Mauregny-en-Haye (02472)                | 158. Mayot (02473)                      | 159. Mennessis (02474)                    |
| 160. Menneville (02475)                      | 161. Merlieux-et-Fouquerolles (02478)   | 162. Mesbrecourt-Richecourt (02480)       |
| 163. Meurival (02482)                        | 164. Missy-lès-Pierrepont (02486)       | 165. Molinchart (02489)                   |
| 166. Monampteuil (02490)                     | 167. Monceau-lès-Leups (02492)          | 168. Monceau-le-Waast (02493)             |
| 169. Mons-en-Laonnois (02497)                | 170. Montaigu (02498)                   | 171. Montbavin (02499)                    |
| 172. Montchâlons (02501)                     | 173. Montcornet (02502)                 | 174. Monthenault (02508)                  |
| 175. Montigny-le-Franc (02513)               | 176. Montigny-sous-Marle (02516)        | 177. Montigny-sur-Crécy (02517)           |
| 178. Montloué (02519)                        | 179. Morgny-en-Thiérache (02526)        | 180. Mortiers (02529)                     |
| 181. Moulins (02530)                         | 182. Moussy-Verneuil (02531)            | 183. Muscourt (02534)                     |
| 184. Neufchâtel-sur-Aisne (02541)            | 185. Neuflieux (02542)                  | 186. La Neuville-Bosmont (02545)          |
| 187. La Neuville-en-Beine (02546)            | 188. Neuville-sur-Ailette (02550)       | 189. Nizy-le-Comte (02553)                |
| 190. Noircourt (02556)                       | 191. Nouvion-et-Catillon (02559)        | 192. Nouvion-le-Comte (02560)             |
| 193. Nouvion-le-Vineux (02561)               | 194. Œuilly (02565)                     | 195. Ognes (02566)                        |
| 196. Orainville (02572)                      | 197. Orgeval (02573)                    | 198. Oulches-la-Vallée-Foulon (02578)     |
| 199. Paissy (02582)                          | 200. Pancy-Courtecon (02583)            | 201. Parfondeval (02586)                  |
| 202. Parfondru (02587)                       | 203. Pargnan (02588)                    | 204. Pargny-les-Bois (02591)              |
| 205. Pierremande (02599)                     | 206. Pierrepont (02600)                 | 207. Pignicourt (02601)                   |
| 208. Pinon (02602)                           | 209. Ployart-et-Vaurseine (02609)       | 210. Pont-Saint-Mard (02616)              |
| 211. Pontavert (02613)                       | 212. Pouilly-sur-Serre (02617)          | 213. Prémontré (02619)                    |
| 214. Presles-et-Thierny (02621)              | 215. Prouvais (02626)                   | 216. Proviseux-et-Plesnoy (02627)         |
| 217. Quierzy (02631)                         | 218. Quincy-Basse (02632)               | 219. Raillimont (02634)                   |
| 220. Remies (02638)                          | 221. Renneval (02641)                   | 222. Résigny (02642)                      |
| 223. Rogécourt (02651)                       | 224. Roucy (02656)                      | 225. Rouvroy-sur-Serre (02660)            |
| 226. Royaucourt-et-Chailvet (02661)          | 227. Rozoy-sur-Serre (02666)            | 228. Saint-Aubin (02671)                  |
| 229. Saint-Erme-Outre-et-Ramecourt (02676)   | 230. Saint-Gobain (02680)               | 231. Saint-Nicolas-aux-Bois (02685)       |
| 232. Saint-Paul-aux-Bois (02686)             | 233. Saint-Pierremont (02689)           | 234. Saint-Thomas (02696)                 |
| 235. Sainte-Croix (02675)                    | 236. Sainte-Geneviève (02678)           | 237. Sainte-Preuve (02690)                |
| 238. Samoussy (02697)                        | 239. Selens (02704)                     | 240. La Selve (02705)                     |
| 241. Septvaux (02707)                        | 242. Servais (02716)                    | 243. Sinceny (02719)                      |
| 244. Sissonne (02720)                        | 245. Soize (02723)                      | 246. Sons-et-Ronchères (02727)            |
| 247. Suzy (02733)                            | 248. Tavaux-et-Pontséricourt (02737)    | 249. Tergnier (02738)                     |
| 250. Thiernu (02742)                         | 251. Le Thuel (02743)                   | 252. Toulis-et-Attencourt (02745)         |
| 253. Travecy (02746)                         | 254. Trosly-Loire (02750)               | 255. Trucy (02751)                        |
| 256. Ugny-le-Gay (02754)                     | 257. Urcel (02755)                      | 258. Variscourt (02761)                   |
| 259. Vassens (02762)                         | 260. Vassogne (02764)                   | 261. Vaucelles-et-Beffecourt (02765)      |
| 262. Vauxaillon (02768)                      | 263. Vendresse-Beaulne (02778)          | 264. Verneuil-sous-Coucy (02786)          |
| 265. Verneuil-sur-Serre (02787)              | 266. Versigny (02788)                   | 267. Vesles-et-Caumont (02790)            |
| 268. Veslud (02791)                          | 269. Vigneux-Hocquet (02801)            | 270. La Ville-aux-Bois-lès-Dizy (02802)   |
| 271. La Ville-aux-Bois-lès-Pontavert (02803) | 272. Villequier-Aumont (02807)          | 273. Vincy-Reuil-et-Magny (02819)         |
| 274. Viry-Noureuil (02820)                   | 275. Vivaise (02821)                    | 276. Vorges (02824)                       |
| 277. Voyenne (02827)                         | 278. Wissignicourt (02834)              |                                           |